# Empire (fanzine)
Pour les articles homonymes, voir Empire (homonymie).
Empire est un fanzine de bande dessinée québécoise consacré à la science-fiction et au fantastique publié trimestriellement à Saint-Bruno au Québec (Canada) au début des années 1980.

## Description du contenu
Le contenu du périodique Empire est principalement composé de bandes dessinées inédites. On y retrouve aussi des nouvelles de fiction inédites illustrées par des dessinateurs, des illustrations inédites, des entrevues et des critiques de livres en lien avec la science-fiction et le fantastique, au Québec et ailleurs.
Le fanzine publie aussi un courrier des lecteurs.
Les collaborateurs sont tous d'origine canadienne et sont francophones.

## Historique
Le fanzine Empire, édité par les Éditions Robert Rivard, est publié trimestriellement au Québec de mai 1982 à mai 1983 pendant quatre numéros.
Il est fondé par Robert Rivard avec l'aide de son frère, Jean-François Rivard.
La brochette de créateurs de bande dessinée et de rédacteurs réunie par Robert Rivard fait preuve d'enthousiasme, de professionnalisme et de qualité, malgré son jeune âge.
Ce sont tous des collégiens pour la plupart aux études en Arts plastiques.
Empire se consacre exclusivement à la science-fiction et au fantastique.
Toutes les bandes dessinées et illustrations sont réalisées par Robert Rivard, , Benoît Joly,  et Marc Pageau, , tandis que les chroniques, nouvelles et articles sont prises en charge par Jean-François Rivard et Yves Pelletier.
Empire vise à séduire un lectorat de l'âge de ses créateurs en offrant des dessins de grande qualité dans le domaine du réalisme, chose rare à l'époque dans la bande dessinée québécoise.
Les principales influences des auteurs viennent  des « comic books » à l'américaine et des bandes dessinées européennes.
Les créateurs de bandes dessinées de Empire sont tous devenus des professionnels du dessin.

## Fiche technique
- Éditeur : Éditions Robert Rivard, (Saint-Bruno) ;
- Format : 22 x 28 cm ;
- Nombre de pages : variable (de 38 à 52) ;
- Type de papier : couverture légèrement cartonnée mat, intérieur papier ;
- Impression :  photocopies en noir et blanc ;
- Périodicité : trimestriel ;
- Numéro 1 : mai 1982 ;
- Numéro 4 : mai 1983 (dernier numéro).

## Collaborateurs
Quelques-uns de ces artistes travaillent sous un pseudonyme.

### Auteurs de bande dessinée
- Benjo[1], [2], [3] (Benoît Joly) ;
- Bert[1], [2], [3] (Robert Rivard) ;
- Pag[1], [2], [3] (Marc Pageau) ;
- Jean-François Rivard (à titre de scénariste).

### Chroniqueurs
- Yves Pelletier ;
- Jean-François Rivard.

### Illustrateurs
- Benjo[1], [2], [3] (Benoît Joly) ;
- Bert[1], [2], [3] (Robert Rivard) ;
- Pag[1], [2], [3] (Marc Pageau) ;
- Stéphane Sicard ;
- Éric Thériault.